# Karin Smirnov

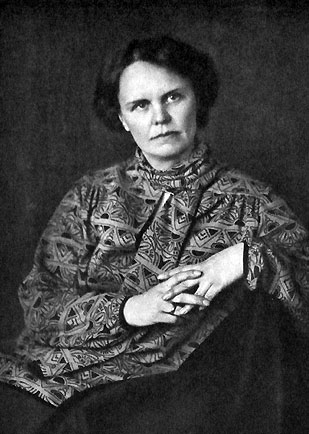
Karin Smirnov (1927)

Karin Smirnov, auch Smirnoff (* 26. Februar 1880 in Stockholm als Karin Strindberg; † 10. Mai 1973 ebenda) war eine finnlandschwedische Schriftstellerin und Dramatikerin.

## Leben und Wirken
Karin Strindberg kam 1880 in Stockholm als eines von fünf Kindern des schwedischen Schriftstellers August Strindberg (1849–1912) sowie seiner zweiten Ehefrau Siri von Essen (1850–1912), einer Schauspielerin, zur Welt. Das Paar ließ sich scheiden, als sie elf Jahre alt war. Karin Strindberg studierte Lehramt in Finnland, ließ sich jedoch in Schweden nieder. 1911 heiratete sie Wladimir Smirnov (1876–1952), einen finnisch-russischen Bolschewiken sowie Dozenten für Russisch an der Universität Helsinki, und nahm dessen Nachnamen an. Ab 1915 begann sie mit dem Verfassen von Dramen und Schriftstücken?. Ihr erstes Werk erschien noch im selben Jahr unter dem Titel Under ansvar. Smirnovs Schreiben zeichnete sich durch ein starkes psychologisches Interesse aus, das sich insbesondere auf mehr oder weniger pathologische Seelenzustände konzentrierte. Sie veröffentlichte zwei Bücher über ihre Eltern und wurde für ihre „tiefe Einsicht in die Psyche ihres Vaters“ gelobt. Sie schrieb auch ein Manuskript für ein drittes Buch, das jedoch nie veröffentlicht wurde. In ihren Büchern ergriff sie Partei für ihre Mutter gegen die Verleumdungen ihres Vaters. Sie war überzeugt, dass er wahnsinnig war. Eines von Smirnovs Stücken, Desolate, stellt homosexuelles Begehren dar. Am 24. September 2014 wurde es als Hörspiel auf Yle Radio Vega in Finnland aufgeführt, unter der Regie und in der Bearbeitung von Marielle Eklund-Vasama. Sie starb am 10. Mai 1973 im Alter von 93 Jahren in Stockholm und liegt in Sigtuna begraben.

## Werke
- Under ansvar. Schildt, Borgå 1915, 1916
- Vårbrytning. Bonnier, Stockholm, 1915
- Makter: skådespel i fyra akter. Bonnier, Stockholm, 1922
- Ödesmärkt: skådespel i fyra akter. Bonnier, Stockholm, 1923
- Riddaren och jungfrun: allegoriskt sagospel. Bonnier, Stockholm, 1924
- Strindbergs första hustru (Siri von Essen). Bonnier, Stockholm, 1925, 1977
- En tretydig historia: roman. Bonnier, Stockholm, 1927
- Så var det i verkligheten: bakgrunden till Strindbergs brevväxling med barnen i första giftet: skilsmässoåren 1891–92. Bonnier, Stockholm, 1956